# بيستون (إيران)
بيستون (بالفارسية: بیستون) هي مدينة تقع في إيران في Bisotun District. يقدر عدد سكانها بـ 2,075 نسمة .